# Live at the House of Blues (альбом Тупака Шакура)
Live at the House of Blues — останній записаний концерт американського репера Тупака Шакура, виданий за 9 років після його смерті у 1996. BPI сертифікувала реліз золотим. Разом з Тупаком також виступали Снуп Доґґ, Tha Dogg Pound, Нейт Доґґ, Outlawz, K-Ci & JoJo. DVD крім самого концерту містить 5 відеокліпів: «California Love (Remix)», «To Live & Die in L.A.», «Hit 'Em Up», «How Do You Want It» та «I Ain't Mad at Cha». 

## Список пісень
1. «Ambitionz az a Ridah»
2. «So Many Tears»
3. «Troublesome»
4. «Hit 'Em Up»
5. «Tattoo Tears»
6. «All bout U»
7. «Never Call U Bitch Again»
8. «Freek'n You»
9. «How Do U Want It»
10. «What Would U Do»
11. «Murder Was the Case»
12. «Tha Shiznit»
13. «If We All Gone Fuck»
14. «Some Bomb Azz (Pussy)»
15. «Ain't No Fun (If the Homies Can't Have None)»
16. «New York»
17. «Big Pimpin'»
18. «Do What I Feel»
19. «G'z and Hustlas»
20. «Who Am I (What's My Name)»
21. «Me in Your World»
22. «For My Niggaz and Bitches»
23. «Doggfather»
24. «Gin and Juice»
25. «2 of Amerikaz Most Wanted»

Відеокліпи (лише на DVD)
1. «California Love (Remix)»
2. «To Live & Die in LA»
3. «Hit 'Em Up»
4. «How Do U Want It» (концертна версія)
5. «I Ain't Mad at Cha»

## Чартові позиції
Альбому
| Найвища позиція           |     |
| ------------------------- | --- |
| США                       | 159 |
| US Independent Albums     | 11  |
| US Top R&B/Hip-Hop Albums | 48  |
| Франція                   | 179 |